# Quần thể kiến trúc Gothic thời Victoria và Art Deco tại Mumbai
Quần thể kiến trúc Gothic thời Victoria và Art Deco tại Mumbai (tiếng Hindi: विक्टोरिया गोथिक और आर्ट डेका इन्सेंबल्स ऑफ़ मुंबई) là một tập hợp các tòa nhà công cộng Tân Gothic thời Victoria thế kỷ 19 và các tòa nhà theo phong cách Art Deco thế kỷ 20 tại khu vực Fort của Mumbai, bang Maharashtra, Ấn Độ. Bộ sưu tập các tòa nhà này nằm quanh sân giải trí Oval Maidan. Phía đông của sân là các công trình mang kiến trúc Tân Gothic trong khi phía tây là các tòa nhà mang phong cách Art Deco dọc theo đại lộ Marine Drive bên bờ Vịnh Back.
Các công trình chính mang kiến trúc Tân Gothic ở phía đông chủ yếu là Tòa án tối cao Mumbai, Đại học Mumbai (Fort Campus) và Tòa án Dân sự thành phố. Đoạn đường cũng có một trong số những địa danh nổi tiếng của Mumbai là Tháp đồng hồ Rajabai. Trong khi các tòa nhà mang kiến trúc Art Deco chủ yếu là tòa nhà dân cư và Rạp chiếu phim Eros.
Toàn bộ các tòa nhà được thêm vào danh sách Di sản thế giới vào ngằy 30 tháng 6 năm 2018 trong phiên họp lần thứ 42 của Ủy ban Di sản thế giới diễn ra tại Manama, Bahrain.